# Liste des planètes mineures non numérotées découvertes en février 2008
Pour un article plus général, voir Liste des planètes mineures non numérotées découvertes en 2008.
Pour un article plus général, voir Liste des planètes mineures.
Cet article dresse la liste des planètes mineures (astéroïdes, centaures, objets transneptuniens et assimilés) non numérotées découvertes en février 2008 dans l'ordre de leur découverte.
Au 15 janvier 2025, 661 077 des 1 434 993 planètes mineures répertoriées par le Centre des planètes mineures ne sont pas encore numérotées, soit 46,07 %.

## Rappel concernant la désignation provisoire
La désignation provisoire indique l'ordre de découverte de ces objets. En effet, cette désignation est composée de l'année de découverte (par exemple 2008) suivie de la quinzaine (demi-mois) de découverte (p.e. A = 1-15 janvier) puis de l'ordre de découverte dans cette quinzaine. Cet ordre est indiqué par une lettre et éventuellement un chiffre comme suit : A pour la première découverte, B pour la deuxième, ..., Z pour la 25e (le I n'est pas utilisé pour éviter la confusion avec 1), A1 pour la 26e, B1 pour la 27e, etc. , Z1 pour la 50e, A2 pour la 51e, B2 pour la 52e, etc. L'ordre de la numérotation ne suit donc pas l'ordre alphanumérique. 2008 AA1 suit ainsi 2008 AZ et précède 2008 AB1.

## Liste

### Du1erau 15 février 2008
- 2008 CF
- 2008 CG
- 2008 CH
- 2008 CJ
- 2008 CK
- 2008 CO
- 2008 CP
- 2008 CQ
- 2008 CB1
- 2008 CG1
- 2008 CH1
- 2008 CJ1
- 2008 CK1
- 2008 CM1
- 2008 CS1
- 2008 CT1
- 2008 CG2
- 2008 CO2
- 2008 CY4
- 2008 CZ4
- 2008 CE5
- 2008 CA6
- 2008 CB6
- 2008 CC6
- 2008 CD6
- 2008 CE6
- 2008 CE9
- 2008 CG9
- 2008 CQ9
- 2008 CE10
- 2008 CG12
- 2008 CC13
- 2008 CD13
- 2008 CK13
- 2008 CM13
- 2008 CL14
- 2008 CT15
- 2008 CL20
- 2008 CY20
- 2008 CT21
- 2008 CX21
- 2008 CY21
- 2008 CA22
- 2008 CC22
- 2008 CD22
- 2008 CE22
- 2008 CF22
- 2008 CJ22
- 2008 CR22
- 2008 CY22
- 2008 CN23
- 2008 CP23
- 2008 CR24
- 2008 CH26
- 2008 CO26
- 2008 CC27
- 2008 CJ27
- 2008 CZ28
- 2008 CV29
- 2008 CO30
- 2008 CN31
- 2008 CQ31
- 2008 CR32
- 2008 CE34
- 2008 CJ34
- 2008 CO34
- 2008 CD35
- 2008 CB36
- 2008 CZ36
- 2008 CX37
- 2008 CE38
- 2008 CK38
- 2008 CM38
- 2008 CV38
- 2008 CA39
- 2008 CD39
- 2008 CG39
- 2008 CF40
- 2008 CY40
- 2008 CH41
- 2008 CU41
- 2008 CU42
- 2008 CE45
- 2008 CZ46
- 2008 CL50
- 2008 CU50
- 2008 CJ51
- 2008 CR52
- 2008 CS52
- 2008 CZ52
- 2008 CL53
- 2008 CY54
- 2008 CE55
- 2008 CG55
- 2008 CL55
- 2008 CM55
- 2008 CU55
- 2008 CF56
- 2008 CG56
- 2008 CQ56
- 2008 CS56
- 2008 CF57
- 2008 CG57
- 2008 CH57
- 2008 CL57
- 2008 CQ57
- 2008 CV57
- 2008 CB58
- 2008 CC58
- 2008 CH58
- 2008 CD59
- 2008 CE59
- 2008 CG60
- 2008 CL60
- 2008 CT60
- 2008 CW60
- 2008 CO62
- 2008 CD63
- 2008 CF63
- 2008 CJ63
- 2008 CK63
- 2008 CM63
- 2008 CN63
- 2008 CY63
- 2008 CO64
- 2008 CY64
- 2008 CA65
- 2008 CF65
- 2008 CP65
- 2008 CE66
- 2008 CT66
- 2008 CD67
- 2008 CF67
- 2008 CM67
- 2008 CN67
- 2008 CO67
- 2008 CR67
- 2008 CE68
- 2008 CR68
- 2008 CX68
- 2008 CD69
- 2008 CQ69
- 2008 CD70
- 2008 CE70
- 2008 CG70
- 2008 CH70
- 2008 CK70
- 2008 CL70
- 2008 CB71
- 2008 CC71
- 2008 CD71
- 2008 CL72
- 2008 CM72
- 2008 CH73
- 2008 CX73
- 2008 CM74
- 2008 CV74
- 2008 CG75
- 2008 CT75
- 2008 CD78
- 2008 CM78
- 2008 CP79
- 2008 CW79
- 2008 CJ80
- 2008 CR80
- 2008 CX80
- 2008 CL81
- 2008 CW81
- 2008 CE82
- 2008 CS82
- 2008 CH83
- 2008 CK83
- 2008 CX83
- 2008 CD84
- 2008 CN84
- 2008 CT85
- 2008 CV85
- 2008 CS86
- 2008 CD87
- 2008 CX87
- 2008 CD88
- 2008 CO88
- 2008 CD90
- 2008 CO90
- 2008 CU90
- 2008 CY91
- 2008 CB92
- 2008 CP92
- 2008 CA93
- 2008 CB93
- 2008 CD93
- 2008 CH93
- 2008 CP93
- 2008 CK94
- 2008 CM94
- 2008 CX94
- 2008 CN95
- 2008 CB96
- 2008 CF96
- 2008 CG96
- 2008 CH96
- 2008 CU96
- 2008 CW96
- 2008 CZ96
- 2008 CJ97
- 2008 CK97
- 2008 CF98
- 2008 CR98
- 2008 CY98
- 2008 CC99
- 2008 CD99
- 2008 CF99
- 2008 CB100
- 2008 CJ100
- 2008 CB101
- 2008 CO101
- 2008 CP101
- 2008 CZ101
- 2008 CA102
- 2008 CF102
- 2008 CL102
- 2008 CU102
- 2008 CD103
- 2008 CM103
- 2008 CQ103
- 2008 CV103
- 2008 CZ103
- 2008 CC104
- 2008 CG104
- 2008 CL104
- 2008 CP104
- 2008 CW104
- 2008 CY104
- 2008 CC105
- 2008 CD105
- 2008 CK105
- 2008 CX105
- 2008 CO106
- 2008 CR106
- 2008 CT106
- 2008 CJ107
- 2008 CA108
- 2008 CG109
- 2008 CH110
- 2008 CN110
- 2008 CR110
- 2008 CT110
- 2008 CW110
- 2008 CX110
- 2008 CU111
- 2008 CW111
- 2008 CZ111
- 2008 CB112
- 2008 CO112
- 2008 CB113
- 2008 CC113
- 2008 CH113
- 2008 CP113
- 2008 CZ113
- 2008 CA114
- 2008 CL114
- 2008 CG116
- 2008 CK116
- 2008 CL116
- 2008 CN116
- 2008 CO116
- 2008 CP116
- 2008 CQ116
- 2008 CS116
- 2008 CU116
- 2008 CX116
- 2008 CW118
- 2008 CY118
- 2008 CA119
- 2008 CD119
- 2008 CE119
- 2008 CG119
- 2008 CH119
- 2008 CJ119
- 2008 CK119
- 2008 CK121
- 2008 CL121
- 2008 CO121
- 2008 CE122
- 2008 CP122
- 2008 CQ122
- 2008 CT123
- 2008 CA124
- 2008 CC124
- 2008 CL125
- 2008 CO125
- 2008 CS127
- 2008 CA128
- 2008 CT128
- 2008 CB129
- 2008 CR129
- 2008 CE131
- 2008 CJ131
- 2008 CL131
- 2008 CP132
- 2008 CT132
- 2008 CY133
- 2008 CA134
- 2008 CC135
- 2008 CD136
- 2008 CG136
- 2008 CN136
- 2008 CO136
- 2008 CZ136
- 2008 CT140
- 2008 CV140
- 2008 CX140
- 2008 CE141
- 2008 CE143
- 2008 CM144
- 2008 CS144
- 2008 CV144
- 2008 CH145
- 2008 CU145
- 2008 CV145
- 2008 CF146
- 2008 CH146
- 2008 CS146
- 2008 CC147
- 2008 CP147
- 2008 CQ147
- 2008 CZ147
- 2008 CL148
- 2008 CE149
- 2008 CF149
- 2008 CL149
- 2008 CS149
- 2008 CN150
- 2008 CQ151
- 2008 CY151
- 2008 CK153
- 2008 CV153
- 2008 CZ153
- 2008 CR154
- 2008 CS154
- 2008 CX154
- 2008 CO155
- 2008 CQ155
- 2008 CS155
- 2008 CB156
- 2008 CZ157
- 2008 CU158
- 2008 CX161
- 2008 CN163
- 2008 CZ163
- 2008 CH164
- 2008 CH165
- 2008 CY165
- 2008 CG166
- 2008 CQ166
- 2008 CL167
- 2008 CC168
- 2008 CN168
- 2008 CK169
- 2008 CA170
- 2008 CK170
- 2008 CQ170
- 2008 CM171
- 2008 CN171
- 2008 CY171
- 2008 CA172
- 2008 CC172
- 2008 CL172
- 2008 CY172
- 2008 CG173
- 2008 CR173
- 2008 CT173
- 2008 CU173
- 2008 CB174
- 2008 CV174
- 2008 CY174
- 2008 CZ174
- 2008 CB175
- 2008 CG176
- 2008 CS176
- 2008 CE181
- 2008 CC184
- 2008 CM184
- 2008 CH189
- 2008 CX190
- 2008 CJ191
- 2008 CN191
- 2008 CO191
- 2008 CF192
- 2008 CK192
- 2008 CV192
- 2008 CE194
- 2008 CU196
- 2008 CE197
- 2008 CY198
- 2008 CC199
- 2008 CL200
- 2008 CV200
- 2008 CN202
- 2008 CD203
- 2008 CM203
- 2008 CU204
- 2008 CO205
- 2008 CX205
- 2008 CQ206
- 2008 CR206
- 2008 CY206
- 2008 CV207
- 2008 CX207
- 2008 CB208
- 2008 CY208
- 2008 CM212
- 2008 CP213
- 2008 CZ216
- 2008 CT217
- 2008 CG218
- 2008 CX218
- 2008 CD219
- 2008 CH219
- 2008 CJ219
- 2008 CL219
- 2008 CM219
- 2008 CN219
- 2008 CF221
- 2008 CN221
- 2008 CJ223
- 2008 CS223
- 2008 CX223
- 2008 CY223
- 2008 CN224
- 2008 CP224
- 2008 CR224
- 2008 CT224
- 2008 CU224
- 2008 CD225
- 2008 CR225
- 2008 CU225
- 2008 CA226
- 2008 CH226
- 2008 CJ226
- 2008 CM226
- 2008 CO226
- 2008 CT226
- 2008 CU226
- 2008 CV226
- 2008 CZ226
- 2008 CA227
- 2008 CC227
- 2008 CE227
- 2008 CG227
- 2008 CM227
- 2008 CN227
- 2008 CO227
- 2008 CP227
- 2008 CT227
- 2008 CX227
- 2008 CY227
- 2008 CZ227
- 2008 CA228
- 2008 CB228
- 2008 CD229
- 2008 CV230
- 2008 CX230
- 2008 CZ230
- 2008 CA231
- 2008 CB231
- 2008 CC231
- 2008 CD231
- 2008 CE231
- 2008 CF231
- 2008 CN231
- 2008 CO231
- 2008 CQ231
- 2008 CR231
- 2008 CW231
- 2008 CZ231
- 2008 CB232
- 2008 CC232
- 2008 CD232
- 2008 CF232
- 2008 CG232
- 2008 CJ232
- 2008 CK232
- 2008 CN232
- 2008 CP232
- 2008 CR232
- 2008 CU232
- 2008 CV232
- 2008 CW232
- 2008 CY232
- 2008 CG233
- 2008 CQ233
- 2008 CA234
- 2008 CB234
- 2008 CY234
- 2008 CZ234
- 2008 CE235
- 2008 CG235
- 2008 CH235
- 2008 CJ235
- 2008 CM235
- 2008 CN235
- 2008 CP235
- 2008 CQ235
- 2008 CT235
- 2008 CU235
- 2008 CW235
- 2008 CX235
- 2008 CY235
- 2008 CZ235
- 2008 CF236
- 2008 CN236
- 2008 CO236
- 2008 CQ236
- 2008 CR236
- 2008 CS236
- 2008 CT236
- 2008 CD237
- 2008 CL237
- 2008 CR237
- 2008 CS237
- 2008 CU237
- 2008 CV237
- 2008 CX237
- 2008 CY237
- 2008 CZ237
- 2008 CF238
- 2008 CM238
- 2008 CN238
- 2008 CO238
- 2008 CQ238
- 2008 CY238
- 2008 CL239
- 2008 CN239
- 2008 CP239
- 2008 CR239
- 2008 CT239
- 2008 CV239
- 2008 CW239
- 2008 CX239
- 2008 CY239
- 2008 CZ239
- 2008 CA240
- 2008 CG240
- 2008 CH240
- 2008 CV240
- 2008 CB241
- 2008 CF241
- 2008 CH241
- 2008 CK241
- 2008 CL241
- 2008 CM241
- 2008 CN241
- 2008 CO241
- 2008 CR241
- 2008 CW241
- 2008 CX241
- 2008 CY241
- 2008 CA242
- 2008 CB242
- 2008 CC242
- 2008 CF242
- 2008 CK242
- 2008 CL242
- 2008 CM242
- 2008 CQ242
- 2008 CR242
- 2008 CU242
- 2008 CX242
- 2008 CC243
- 2008 CE243
- 2008 CF243
- 2008 CG243
- 2008 CM243
- 2008 CN243
- 2008 CO243
- 2008 CP243
- 2008 CT243
- 2008 CU243
- 2008 CW243
- 2008 CY243
- 2008 CZ243
- 2008 CA244
- 2008 CD244
- 2008 CE244
- 2008 CF244
- 2008 CJ244
- 2008 CL244
- 2008 CM244
- 2008 CN244
- 2008 CP244
- 2008 CQ244
- 2008 CA245
- 2008 CC245
- 2008 CF245
- 2008 CK245
- 2008 CL245
- 2008 CP245
- 2008 CQ245
- 2008 CU245
- 2008 CX245
- 2008 CY245
- 2008 CZ245
- 2008 CA246
- 2008 CB246
- 2008 CD246
- 2008 CE246
- 2008 CG246
- 2008 CH246
- 2008 CK246
- 2008 CM246
- 2008 CY246
- 2008 CC247
- 2008 CE247
- 2008 CH247
- 2008 CL247
- 2008 CM247
- 2008 CN247
- 2008 CP247
- 2008 CR247
- 2008 CT247
- 2008 CU247
- 2008 CV247
- 2008 CW247
- 2008 CX247
- 2008 CZ247
- 2008 CC248
- 2008 CF248
- 2008 CH248
- 2008 CJ248
- 2008 CK248
- 2008 CL248
- 2008 CN248
- 2008 CO248
- 2008 CP248
- 2008 CR248
- 2008 CS248
- 2008 CY248
- 2008 CC249
- 2008 CH249
- 2008 CJ249
- 2008 CK249
- 2008 CL249
- 2008 CM249
- 2008 CN249
- 2008 CO249
- 2008 CP249
- 2008 CR249
- 2008 CS249
- 2008 CV249
- 2008 CW249
- 2008 CX249
- 2008 CY249
- 2008 CZ249
- 2008 CA250
- 2008 CE250
- 2008 CF250
- 2008 CK250
- 2008 CM250
- 2008 CN250
- 2008 CQ250
- 2008 CR250
- 2008 CS250
- 2008 CU250
- 2008 CV250
- 2008 CW250
- 2008 CX250
- 2008 CY250
- 2008 CZ250
- 2008 CA251
- 2008 CB251
- 2008 CC251
- 2008 CF251
- 2008 CG251
- 2008 CH251
- 2008 CJ251
- 2008 CK251
- 2008 CM251
- 2008 CN251
- 2008 CO251
- 2008 CP251
- 2008 CQ251
- 2008 CR251
- 2008 CS251
- 2008 CT251
- 2008 CU251
- 2008 CV251
- 2008 CW251
- 2008 CX251
- 2008 CZ251
- 2008 CA252
- 2008 CB252
- 2008 CC252
- 2008 CD252
- 2008 CE252
- 2008 CF252
- 2008 CG252
- 2008 CH252
- 2008 CJ252
- 2008 CK252
- 2008 CL252
- 2008 CM252
- 2008 CN252
- 2008 CO252
- 2008 CP252
- 2008 CQ252
- 2008 CR252
- 2008 CS252
- 2008 CT252
- 2008 CU252
- 2008 CV252
- 2008 CW252
- 2008 CX252
- 2008 CY252
- 2008 CA253
- 2008 CB253
- 2008 CD253
- 2008 CE253
- 2008 CF253
- 2008 CG253
- 2008 CH253
- 2008 CJ253
- 2008 CK253
- 2008 CL253
- 2008 CM253
- 2008 CN253
- 2008 CO253
- 2008 CQ253
- 2008 CR253
- 2008 CS253
- 2008 CT253
- 2008 CU253

### Du 16 au 29 février 2008
- 2008 DB
- 2008 DC
- 2008 DD
- 2008 DJ
- 2008 DW
- 2008 DX
- 2008 DY
- 2008 DF2
- 2008 DH2
- 2008 DG3
- 2008 DJ3
- 2008 DN3
- 2008 DA4
- 2008 DG4
- 2008 DL4
- 2008 DF5
- 2008 DH5
- 2008 DM5
- 2008 DG6
- 2008 DK6
- 2008 DO7
- 2008 DP7
- 2008 DX7
- 2008 DM9
- 2008 DA10
- 2008 DD11
- 2008 DH11
- 2008 DO11
- 2008 DV13
- 2008 DB14
- 2008 DD14
- 2008 DR15
- 2008 DS16
- 2008 DU17
- 2008 DL20
- 2008 DG21
- 2008 DM21
- 2008 DT21
- 2008 DT22
- 2008 DU22
- 2008 DV22
- 2008 DW22
- 2008 DX22
- 2008 DY22
- 2008 DZ22
- 2008 DG23
- 2008 DQ25
- 2008 DW27
- 2008 DQ28
- 2008 DR28
- 2008 DS28
- 2008 DT28
- 2008 DY28
- 2008 DZ28
- 2008 DM30
- 2008 DX34
- 2008 DJ35
- 2008 DX39
- 2008 DC41
- 2008 DH41
- 2008 DQ41
- 2008 DR41
- 2008 DT41
- 2008 DG42
- 2008 DJ42
- 2008 DT42
- 2008 DU42
- 2008 DX42
- 2008 DE43
- 2008 DF43
- 2008 DH43
- 2008 DL43
- 2008 DX43
- 2008 DZ43
- 2008 DV44
- 2008 DZ44
- 2008 DA45
- 2008 DB45
- 2008 DF45
- 2008 DK45
- 2008 DM46
- 2008 DJ47
- 2008 DW47
- 2008 DH49
- 2008 DB50
- 2008 DV50
- 2008 DE51
- 2008 DQ51
- 2008 DH52
- 2008 DU52
- 2008 DR59
- 2008 DF60
- 2008 DR60
- 2008 DG61
- 2008 DV61
- 2008 DW61
- 2008 DJ62
- 2008 DM62
- 2008 DR62
- 2008 DG63
- 2008 DJ63
- 2008 DK63
- 2008 DR63
- 2008 DW64
- 2008 DH65
- 2008 DP65
- 2008 DU65
- 2008 DE69
- 2008 DW69
- 2008 DF72
- 2008 DK72
- 2008 DN72
- 2008 DO74
- 2008 DH75
- 2008 DQ75
- 2008 DZ75
- 2008 DT76
- 2008 DX76
- 2008 DH77
- 2008 DO77
- 2008 DS77
- 2008 DY77
- 2008 DC78
- 2008 DZ81
- 2008 DV82
- 2008 DS83
- 2008 DJ86
- 2008 DL86
- 2008 DP86
- 2008 DA87
- 2008 DO87
- 2008 DP88
- 2008 DB89
- 2008 DA90
- 2008 DW91
- 2008 DX91
- 2008 DY91
- 2008 DZ91
- 2008 DE92
- 2008 DG92
- 2008 DL92
- 2008 DQ92
- 2008 DR92
- 2008 DS92
- 2008 DU92
- 2008 DV92
- 2008 DW92
- 2008 DZ92
- 2008 DL93
- 2008 DO93
- 2008 DW93
- 2008 DX93
- 2008 DZ93
- 2008 DB94
- 2008 DF94
- 2008 DN94
- 2008 DP94
- 2008 DU94
- 2008 DX94
- 2008 DA95
- 2008 DB95
- 2008 DC95
- 2008 DD95
- 2008 DE95
- 2008 DF95
- 2008 DH95
- 2008 DJ95
- 2008 DM95
- 2008 DN95
- 2008 DY95
- 2008 DZ95
- 2008 DE96
- 2008 DL96
- 2008 DN96
- 2008 DR96
- 2008 DY96
- 2008 DD97
- 2008 DE97
- 2008 DF97
- 2008 DH97
- 2008 DK97
- 2008 DO97
- 2008 DP97
- 2008 DQ97
- 2008 DS97
- 2008 DU97
- 2008 DW97
- 2008 DY97
- 2008 DA98
- 2008 DB98
- 2008 DE98
- 2008 DF98
- 2008 DH98
- 2008 DK98
- 2008 DL98
- 2008 DP98
- 2008 DR98
- 2008 DB99
- 2008 DC99
- 2008 DF99
- 2008 DG99
- 2008 DH99
- 2008 DJ99
- 2008 DK99
- 2008 DL99
- 2008 DM99
- 2008 DO99
- 2008 DQ99
- 2008 DR99
- 2008 DT99
- 2008 DU99
- 2008 DV99
- 2008 DW99
- 2008 DZ99
- 2008 DB100
- 2008 DC100
- 2008 DD100
- 2008 DE100
- 2008 DF100
- 2008 DG100
- 2008 DJ100
- 2008 DK100
- 2008 DL100
- 2008 DO100
- 2008 DP100
- 2008 DQ100
- 2008 DR100
- 2008 DS100
- 2008 DT100
- 2008 DU100